# Ivan Lončar – Žan
Ivan Lončar – Žan (Otok, 12. svibnja 1950.), hrvatski slikar.

## Životopis
Ivan Lončar – Žan rođen je u Otoku 12. svibnja 1950. U vrijeme gimnazijskog školovanja mladi Ivan pokazuje iznimno zanimanje za povijest, književnost, likovnu umjetnost, glazbu, prirodne i etnografske ljepote Slavonije, što će mu postati osnovnim orijentirom životnog puta u kojem će bogatstvom ljudskog i umjetničkog angažmana spontano iznjedriti i afirmirati svoju zavičajnu poetiku.
Nakon što je 1970. maturirao na vinkovačkoj gimnaziji, Lončar upoznaje velikog hrvatskog kipara Vanju Radauša, profesora na Akademiji likovnih umjetnosti u Zagrebu, umjetnika koji neumorno prikuplja, istražuje i obrađuje kulturne spomenike diljem Slavonije, od kojega će Ivan baštiniti svijest o našoj autentičnoj kulturnoj i nacionalnoj vrijednosti. Poznanstvo i druženje s Ivanom Domcem, slikarom raskošnih elegičnih slavonskih ugođaja, koji će snažno utjecati na slikarske početke mladog Lončara, na njegovo razumijevanje života, ljudskih i estetskih vrijednosti koje će njegovati kroz cjelokupni slikarski i umjetnički opus.
Mitski krajolik Otoka, usnule vode Bosuta u kojima se zrcale vrbici u usnula jutra, podneva ili žarke večeri, ta uzvišena čarolija prožimanja prirode koja se otkriva i nudi oku slikara i pjesnika da je slikom ili stihom uprizori. U tom neiscrpnom bogatstvu pejzaža Lončar stvara slike pune energije i strasti. Godine 1974. diplomirao je povijesti umjetnosti na Pedagoškoj akademiji likovnih umjetnosti u Novom Sadu. U krugu književnika Nikole Pulića, Miroslava S. Mađera, Dubravka Horvatića, Dionizija Švagelja, Vladimira Rema, Bogdana Mesingera, Zlatka Virca, Mirka Hunjadia, Martina Gregurovca i Matka Pejića, profesora povijesti umjetnosti na Akademiji likovnih umjetnosti u Zagrebu, Žan progovara stihom i crtežom-ilustracijom u prvoj objavljenoj zbirci pjesama "Šuma Žan i virovi" 2000.
Nakon prve samostalne izložbe, koju je priredio 1967. u Izložbenom salonu knjižnice u Otoku, slijedile su mnogobrojne izložbe u Vinkovcima, Stuttgartu, Frankfurtu, Berlinu, Ulmu, Amsterdamu, Washingtonu, Vancouveru, Edmontonu, Ligex-Luiku, Rijeci, Mohaču, Vukovaru, Karlovcu, Splitu, Visokom, Tuzli, Zagrebu, Osijeku i drugim gradovima u domovini i svijetu. 
Od 1966. godine sudjelovao je na oko 800 skupnih, revijalnih, koncepcijskih i žiriranih izložaba u krugu slavonskih likovnih umjetnika, te kao organizator, sudionik i izlagač na velikom broju likovnih kolonija i humanitarnih izložaba. Izuzetno aktivan kao slikar, ilustrator, strip–crtač, karikaturist, pjesnik, scenograf, sportaš, organizator i inicijator kulturnih i folklornih aktivnosti, Ivan Lončar – Žan prisutan je već 35 godina u Slavoniji i Vukovarsko-srijemskoj županiji.
Oformljuje i vodi knjižnicu u Otoku, pokreće akciju "Otočki tavani", organizira izložbu "Od lana do platna" (Od kosira do stubljike) 1975. u Zagrebu. Jedan je od pokretača i sudionika Udruge likovnih umjetnika "Otočki vir", likovne kolonije "Rabra", kulturne manifestacije "Šokački divani", "Otočkog proljeća" te bienala Suvremeni animalisti i Salona YU stripa u Vinkovcima 1983. Jedan je od osnivača županijske udruge Hrvatskog društva likovnih umjetnika u Vinkovcima 1999. godine i sadašnji je njezin predsjednik. Dobitnik je Odlikovanja prvog reda za životno djelo i ukupan doprinos likovnoj kulturu grada Vinkovaca 2005. U statusu je slobodnog umjetnika. Živi i radi u Vinkovcima. (Zagreb, 2006., urednik kataloga Srećko Planinić)

## Dojmljivi lirski pejzažist
Ima na našim slavonskim prostorima i danas kao što je bilo i jučer (Radauš, Domac, Kopić …), posebno u šokačkim Vinkovcima, vrsnih likovnih stvaratelja. Grad – za kojeg je naš uvaženi ministar kulture Božo Biškupić rekao da je grad kulture – podario je bogatu lepezu umjetnina i umjetnika. A jedan od tih i takvih jest i naš Ivan Lončar – Žan, na kojeg je gotovo nenadmašivo utjecala Slavonija, kako bi to naglasio i dr. Mladen Jurišić, ili pak književnik Dubravko Horvatić, ističući da je slikar Lončar – Žan, "posvema zaokupljen obličjem i dušom nizinskoga krajolika hrvatskog sjevera". 
Mnogi su isticali utjecaj krajolika, rijeka, polja i ravnice na kist majstora tihe, dojmljive i plemenite slike. Prožima ta svjetlost pejzaža, koja se primjećuje posvemašno u svim kombinacijama likovne tehnike (ulja, akvarela, bakropisa, crteža, pastela). Ruka njegova kista darežljivo mili, kao što se osjeća i na izloženim djelima ove izložbe, kako se to zavičajnim Bosutom, virovima i svim vjetrovima isprepliću vrbaci i šumarci, osamljeni čamci i bujni šumarci.
Htio bih naglasiti da sam oduvijek volio one slikare čije će raskošne boje toliko "organskog spontaniteta" prožimati prizore prirode i čovjeka, neodoljivo vezane za zavičajno tlo. Jer, Žan je nadahnuti slikar zavičaja, ukorijenjen duboko u sve ono što pruža ravnica. Poput Kopića ili Matakovića, temeljnih slikara vinkovačkog okoliša, Žan je ostao vjeran nizinama, izvorištima panonskih razglednica. Ali tu se naziru, u crtežima kao i dorađenijim cjelinama, i portreti domaćih ljudi, karakterističnih portreta brkatih čika, muževnih "glava" ili šokačkih ljepotica. U sklopu tih omiljenih mu kompozicija uzajamno se potiču i jeleni, srne, konji.
Sve se to "odigrava" na impresivnom platnu živih, upečatljivih motiva. A naglasimo da ti motivi nisu slikarije dokonog ljubitelja prirode, nego izrazito, čestito i likovno bujno i maštovito usklađeno lice umjetnika i lice ravnice. Ravnice od snova neba i zemlje. I tu se onda itekako zamjećuje, kako bi to napisao i Donizije Švagelj, ona "istančana elegična osjećajnost". A to je u biti ona slikarska romantika s kojom se ne poigrava atraktivnim trikovima starih ili novih likovnih modela. Žanovi su potezi izvorne regionalne nosivosti, i neizbrisive su komponente poznatih klasičnih obrisa onih i danas nenadmašivih impresionističkih vizura vangogovskih ili moneovskih vertikala i horizontala.
U svakom slučaju, tu se "školuju" zbiljska utemeljenja umjetnosti, koja su već na ovim "pustim prostorima" otkrila jednog Jozu Matakovića s vlatima žita i snopova, u neizbrisivim jarkim, žestokim namazima kolorita živog kao na pastelima bosutskim jednog Bože Kopića. I, dakle, sa Žanom se nastavljaju ti inspirativni rukavci mrtvih i živih bosutskih voda.
Prije nekoliko godina Žan je tiskao knjigu pjesama s vlastitim ilustracijama, i to je izdanje bilo prava prilika da se na usklađenom okupu ostvari jedinstvo stiha i slike jednog autora. Vidljiv primjer slikara stiha i pjesnika slike. Tu sam se, pišući o tom izdanju, zadržao na asocijaciji talentiranog, ali nažalost rano umrlog i nedovoljno ostvarenog slikara i pjesnika – samouka iz Vinkovaca Ivana Lorenza – Hanzike, koji je neodoljivo nazočan na mapi vinkovačkoga umjetničkog neba kao impresionistički slikar bosutskih vrba … 
A svi ti iskazi Žanove umjetnosti potaknuli su me, a u duhu već ostvarenog ciklusa "Atelijer u oku", da sročim minijaturu, koju završno pridodajem ovomu kataloškom tekstu.
ŽAN
Virovi Bosuta na otočkoj splavi 

zaigraju svoj krug na slikarovom platnu, 

onda je sve kao na sunčanoj javi 

i kistu zlatnu…
Tu čamci plivaju u nebo tišine 

i sve je kao stari, drevni san. 

Iste su uz šumu - nizine i visine 

tu gdje zavičaj slika slikar Žan.
Miroslav S. Mađer

## Vanjske poveznice
- Culturenet.hr – Pejzaži Ivana Lončara – Žana